# Camelomantis sumatrana
Camelomantis sumatrana är en bönsyrseart som beskrevs av Giglio-tos 1917. Camelomantis sumatrana ingår i släktet Camelomantis och familjen Mantidae. Inga underarter finns listade i Catalogue of Life.